# 왕펭귄몬
《왕펭귄몬》은 디지털 몬스터에 나오는 가공의 생명체이며 하이브리드체의 사이보그형 디지몬이다. 원판 이름은 다이펭몬(Daipenmon, ダイペンモン)으로, 이름의 유래는 일본어로 크다를 뜻하는 다이(大)＋펭(펭귄)몬이 된다.

## 소개
전설의 10투사인 얼음의 속성을 가진 챠크몬과 블리자몬의 융합 형태로, 진가람이 더블 스피릿으로 진화한 형태, 펭귄의 형태를 한 거대한 빙수기로, 양 손에는 아이스 막대기바를 들고 다닌다. 필살기는 블루 하와이 데스, 딸기 데스.

## 행적
디지몬 프론티어에서는 세라피몬의 힘이 선우윤과 우정훈에게만 사용했기 때문에 고은비, 진가람, 안도영은 사용할 수 없어서 등장하지 못했다. 디지몬 크로스워즈에서 리리스몬의 비장의 병기로 등장하며, 아이스데블몬을 자신의 막대기바 안에 넣어버린다. 화가 난 리리스몬이 아이스데블몬과 융합시켜, 파워업했으나 몇 분 만에 샤우트몬에게 패배한다.

## 진화 과정
- 챠크몬
필살기: 스노우 봄버
- 블리자몬
필살기: 아발란치 스텝
- 다이펭몬
필살기: 블루 하와이 데스(블루 하와이 어택), 스트로베리 데스(스트로베리 어택)